# Duncan Sommerville
Duncan MacLaren Young Sommerville FRSE FRAS (Beawar, Rajputana, Índia, 24 de novembro de 1879 – Wellington, Nova Zelândia, 31 de janeiro de 1934) foi um matemático e astrônomo escocês. Compilou uma bibliografia sobre geometria não euclidiana e também escreveu um livro-texto clássico sobre o assunto. Também escreveu Introduction to the Geometry of N Dimensions, avançando o estudo de polítopos. Foi co-fundador e primeiro secretário da Royal Astronomical Society of New Zealand.
Sommerville foi também foi um talentoso aquarelista, produzindo uma série de obras com paisagens da Nova Zelândia.
O nome do meio 'MacLaren' é soletrado usando a antiga ortografia M'Laren em algumas fontes, por exemplo os registros da Sociedade Real de Edimburgo.

## Vida
Sommerville nasceu em Beawar, Índia, onde seu pai era empregado como médico missionário pela United Presbyterian Church of Scotland. O Rev. Dr. James Sommerville foi responsável pelo estabelecimento do hospital de Jodhpur, Rajputana.
A família voltou para a Escócia, onde passou os primeiros quatro anos em uma escola privada em Perth, Escócia, antes de ir para a Perth Academy. Estudou então na Universidade de St Andrews em Fife, onde obteve um Doctor of Science em 1905, com a tese Networks of the Plane in Absolute Geometry. Sommerville lecionou em St. Andrews de 1902 a 1914.
Na geometria projetiva o método das métricas de Cayley–Klein foi usado no século XIX para modelar geometrias não-euclidianas. Em 1910 Duncan escreveu "Classification of geometries with projective metrics". A classificação é descrita por Daniel Corey como segue:
Ele as classificou em 9 tipos de geometrias planas, 27 em 3 dimensões e, mais geralmente, 3n em n dimensões. Diversas destas geometrias encontraram aplicações, por exemplo em física.
Em 1910 Sommerville reportou para a British Association sobre a necessidade de uma bibliografia sobre geometria não euclidiana, notando que a área não tem uma associação internacional, como por exemplo a Quaternion Society, para patrociná-la.
Em 1911 Sommerville publicou sua bibliografia compilada de trabalhos sobre geometria não euclidiana, que recebeu revisões positivas. Em 1970 a Chelsea Publishing lançou uma segunda edição referenciando trabalhos reunidos então disponíveis de alguns dos autores citados.
Sommerville foi eleito fellow da Sociedade Real de Edimburgo em 1911. No ano seguinte casou com Louisa Agnes Beveridge.

## Trabalho na Nova Zelândia

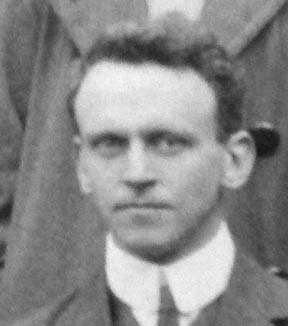
Duncan MacLaren Young Sommerville

Em 1915 Sommerville mudou-se para a Nova Zelândia para assumir a cátedra de Matemática Pura e Aplicada da Universidade Victoria de Wellington.
Duncan tornou-se interessado na geometria em forma de favos de mel e escreveu "Division of space by congruent triangles and tetrahedra" em 1923. No ano seguinte estendeu os resultados para espaços n-dimensionais.
Também descobriu as equações de Dehn–Sommerville para determinar o número de faces de polítopos convexos.
Sommerville usou geometria para descrever o sistema de votação de uma votação preferencial. Ele abordou o método de Nanson, onde n candidatos são ordenados por eleitores em uma sequência de preferências. Sommerville mostrou que os resultados estão em n! simplexes que cobrem a superfície de um espaço esférico n-2 dimensional.
Quando seu livro Introduction to Geometry of N Dimensions foi lançado em 1929, recebeu uma revisão positiva de B.C. Wong no American Mathematical Monthly.
Sommerville foi co-fundador de primeiro secretário da Royal Astronomical Society of New Zealand (1920). Foi presidente da Seção A do encontro da Australian and New Zealand Association for the Advancement of Science em Adelaide (1924). Em 1926 foi eleito fellow da Royal Astronomical Society.

## Livros
- 1914: The Elements of Non-Euclidean Geometry, William P. Milne editor, Bell's Mathematical Series for Schools and Colleges, G. Bell & Sons.
  - The Elements of Non-Euclidean Geometry, link from University of Michigan Historical Math Collection.
- 1930: An Introduction to the Geometry of N Dimensions, New York, E. P. Dutton, (Dover Publications edition, 1958)
- 1933: Analytical Conics from Google Books
- 1934: Analytical Geometry of Three Dimensions. Cambridge University Press.